# Elecciones generales de Camboya de 1951
Las elecciones generales de Camboya de 1951 se llevaron a cabo el 9 de septiembre. El resultado fue un triunfo para el Partido Democrático, que obtuvo 54 de los 78 escaños. Fueron las últimas elecciones del período colonial, antes de que Francia reconociera la independencia de Camboya, y también las últimas elecciones en las que más de un partido accedería al parlamento hasta 1993.

## Antecedentes
A pesar de continuar siendo el principal partido político del país, el Partido Democrático había sufrido reveses a lo largo de su segundo gobierno (elegido en 1947). Los intentos de Norodom Sihanouk de disolver la legislatura el 18 de septiembre de 1949 y poner al poder al opositor Partido Liberal fueron uno de los principales problemas, sobre todo teniendo en cuenta el período de tiempo que hubo que esperar hasta el fin del mandato y el llamado a nuevas elecciones para el 9 de septiembre.

## Campaña
Durante las elecciones, Sihanouk recorrió las zonas rurales alentando a las personas a votar y a respetar la constitución (cuyo contenido era, de hecho, desconocido para gran parte de la población) y la democracia. El término "democracia" en idioma jemer: Prachéathipatei puede usarse para "democracia" y "democrático", por lo que muchas personas lo interpretaron como un apoyo tácito al Partido Democrático. Más tarde, Huy Kanthoul reconoció que esta ayuda involuntaria pudo haber ayudado a fortalecer su formación.
Para las elecciones, el gobierno del Partido Democrático estaba llevando una exitosa política de justicia social e incitaba todavía a favor de la independencia total del país, dos temas en los cuales ya estaba ahondando Sihanouk. Los liberales, subvencionados por los franceses, estaban apoyados en sus redes de patrocinio y no tenían grandes programas.

## Distribución
| Partido Democrático   | 54 | +10   |
| Partido Liberal       | 18 | –3    |
| Victorioso Nordeste   | 4  | Nuevo |
| Renovación Jemer      | 2  | Nuevo |
| Independientes        | 0  | –10   |
| Total                 | 78 | +3    |
| Fuente: Nohlen et al. |    |       |